# Comac C919
De Comac C919 is een Chinees passagiersvliegtuig met 168 tot 190 stoelen. Het wordt gebouwd door Commercial Aircraft Corporation of China (Comac).

## Ontwikkeling
Het is het grootste commerciële passagiersvliegtuig ontworpen en gebouwd in de Volksrepubliek China sinds de niet meer gebruikte Shanghai Y-10. De eerste vlucht was aanvankelijk gepland voor 2015, en de eerste leveringen voor 2018. De eerste vlucht vond met enige vertraging plaats op 5 mei 2017. 
De C919 is onderdeel van de langetermijnstrategie van China om het duopolie van Airbus en Boeing te doorbreken, en zal concurreren met de Airbus A320 en de Boeing 737.
Op 2 november 2015 werd de eerste geproduceerde C919 aan het publiek getoond. Er zijn nog vijf prototypen gebouwd. Deze komen in 2019 in gebruik om de testprogramma's versneld af te ronden.
Comac heeft 815 bestellingen voor de C919 ontvangen. Bijna alle bestellingen komen uit China. Leasemaatschappij GE Capital Aviation Services (GECAS) is met 10 exemplaren de enige buitenlandse klant.
Op 29 september 2022 gaf de Civil Aviation Administration of China het luchtwaardigheidscertificaat voor de C919 af aan COMAC.
Op 28 mei 2023 vond de eerste commerciële vlucht van de C919 plaats, China Eastern Airlines-vlucht MU9191 van Luchthaven Shanghai Hongqiao naar Beijing Capital Airport.

## Beschrijving
Het toestel biedt plaats aan 156 passagiers in een tweeklassenconfiguratie. De standaardvariant heeft 168 economy-stoelen aan boord. Daarnaast komt er een speciale configuratie voor lagekostenluchtvaartmaatschappijen met 174 stoelen. Volgens Comac heeft de standaard C919 een bereik van 4075 kilometer en een speciale versie voor langere vluchten kan 5555 kilometer vliegen.
De bijna 39 meter lange C919 is een Chinees ontwerp, maar bevat veel westerse onderdelen. De motoren worden geleverd door het Amerikaans-Frans bedrijf CFM International. CFM heeft voor de C919 een eigen variant van de LEAP-motor ontwikkeld, de LEAP-C. Het gaat om de motor die ook door Airbus wordt gebruikt als LEAP-A voor de Airbus A320neo en door Boeing als LEAP-B voor de Boeing 737 MAX.